# Genealogietoerisme
Genealogietoerisme is een vorm van toerisme.
Bij deze vorm van toerisme reizen mensen met het doel meer informatie over hun voorgeslacht te vinden. Dit kan gaan van het bezoeken van diens geboorteplaatsen tot het werkelijk ontmoeten van verre familie.
In Nederland en België is dit een weinig bekende vorm van toerisme.